# 오일 달러 환류

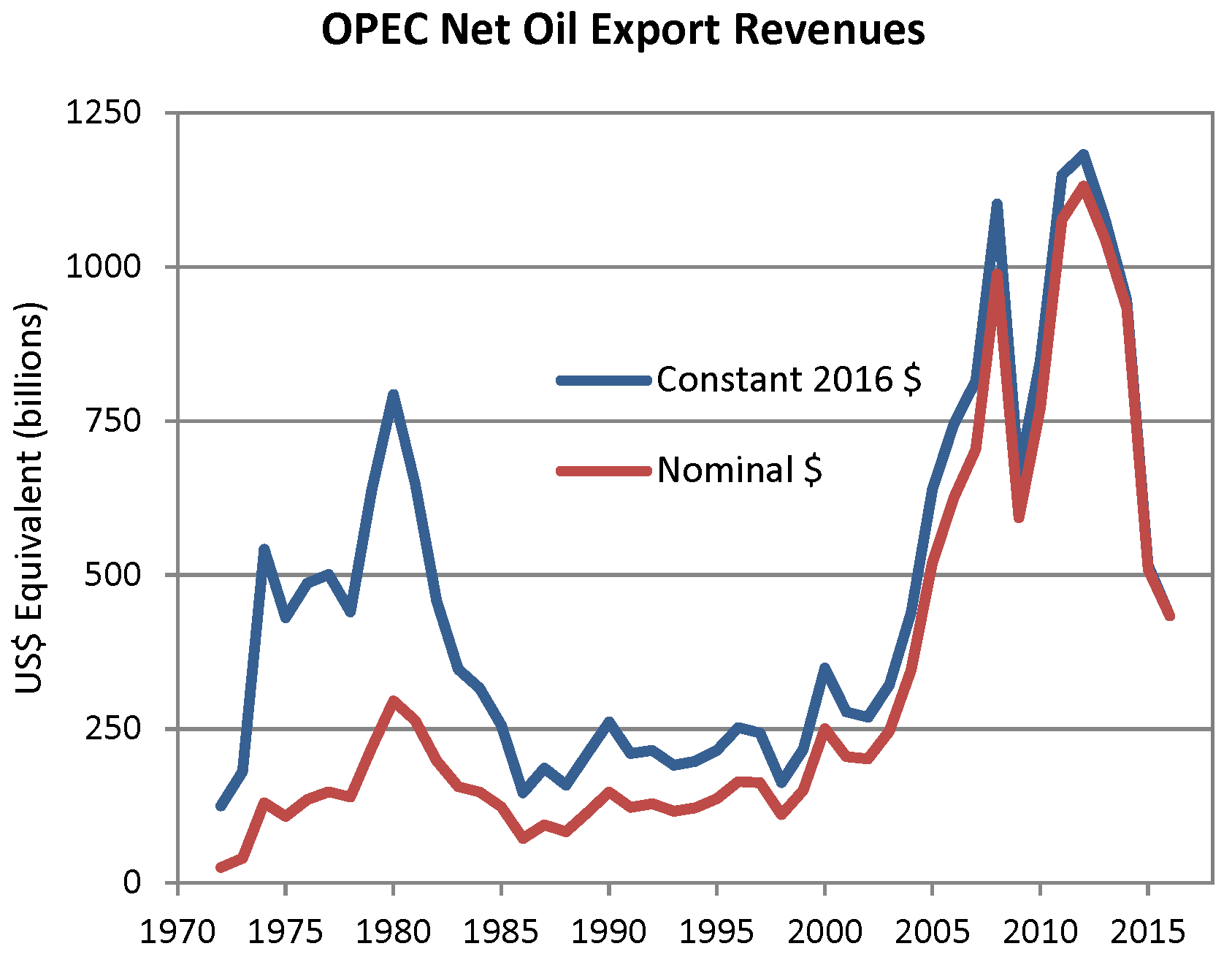
1972년 이후 OPEC 순 석유 수출 수익의 변동(1974~1981년 및 2005~2014년 동안 인플레이션 조정 수준이 높아짐)

오일 달러 환류(-還流, petrodollar recycling) 또는 석유달러 환류는 산유국이 석유 수출로 벌어들인 외화, 특히 미국 달러를 소비하거나 해외 투자를 하는 일이다. 이는 일반적으로 주요 석유 수출국(주로 OPEC 회원국과 러시아, 노르웨이)이 자국 경제에 효율적으로 투자할 수 있는 것보다 원유 수출로 더 많은 돈을 버는 현상을 의미한다. 그 결과 석유 생산자에서 석유 소비자로 이어지는 글로벌 상호의존성과 금융 흐름은 다양한 통화로 이루어진 광범위한 거래(일부는 미국 달러에 고정되어 있고 일부는 고정되어 있음)를 포함하여 연간 수천 억 달러에 달할 수 있고 그렇지 않을 수도 있다. 이러한 흐름은 국제 투자 및 원조에 관한 정부 차원의 결정에 크게 영향을 받으며, 이는 글로벌 금융 및 석유 정치 모두에 중요한 결과를 가져온다. 이러한 현상은 유가가 역사적으로 높은 기간에 가장 두드러진다.
오일 달러라는 용어는 석유 위기 동안 1970년대 초에 만들어졌으며, 제1차 주요 오일 달러 급등(1974~1981)은 제2차 급등(2005~2014)보다 더 많은 재정적 문제를 초래했다.

## 같이 보기
- 탈달러화